# Aqueduto do Convento de Cristo
O Aqueduto do Convento de Cristo, também designado por Aqueduto de Pegões, foi construído com a finalidade de abastecer de água o Convento de Cristo em Tomar a partir de 4 nascentes diferentes, e tem cerca 6 km de extensão, atravessando as freguesias de Carregueiros e a UF de São João Baptista e Santa Maria dos Olivais, no município de Tomar.
A sua construção foi iniciada em 1593, no reinado de Filipe I de Portugal, sob a direção de Filipe Terzio, (arquitecto-mor do reino) e foi concluída em 1614 por Pedro Fernando de Torres,  assinalando-se a sua conclusão, em 1619, com a fonte do Claustro Principal, atribuída a Pedro Fernandes Torres.
Está classificado como Monumento Nacional desde 1910,  pelo Decreto de 16-06-1910, DG, n.º 136, de 23-06-1910. A Zona Especial de Proteção foi publicada em Portaria n.º 328/79, DR, I Série, n.º 155, de 7-07-1979.

## História
Ao tornar-se rei de Portugal, Filipe II de Espanha, adveio também por inerência da coroa a ser o Mestre da Ordem de Cristo. Foi nesta qualidade que encomendou a Filipe Terzi ( Filippo Terzi) a construção de um aqueduto que dotasse abundantemente de água o convento e as terras da cerca dos Sete Montes (atualmente Mata Nacional).
Surgiu assim na arquitetura e na paisagem conventual uma grandiosa obra de engenharia hidráulica que percorre uma extensão de cerca de 6 quilómetros, dispondo de um total de 180 arcos para as passagens aéreas da conduta. Particularmente audacioso é o trecho sobre o vale dos Pegões, constituído por 58 arcos de volta inteira, na zona mais funda do vale assentam sobre 16 arcos quebrados, por sua vez erguidos sobre imponentes maciços de alvenaria: os "pegões".

### Antecedentes
Embora as cisternas do convento joanino (edificadas nos vários claustros e abastecidas pela recolha das águas pluviais) fossem bastante para as necessidades dos freires, a água era insuficiente para o cultivo das terras da cerca conventual.

### Construção e conservação

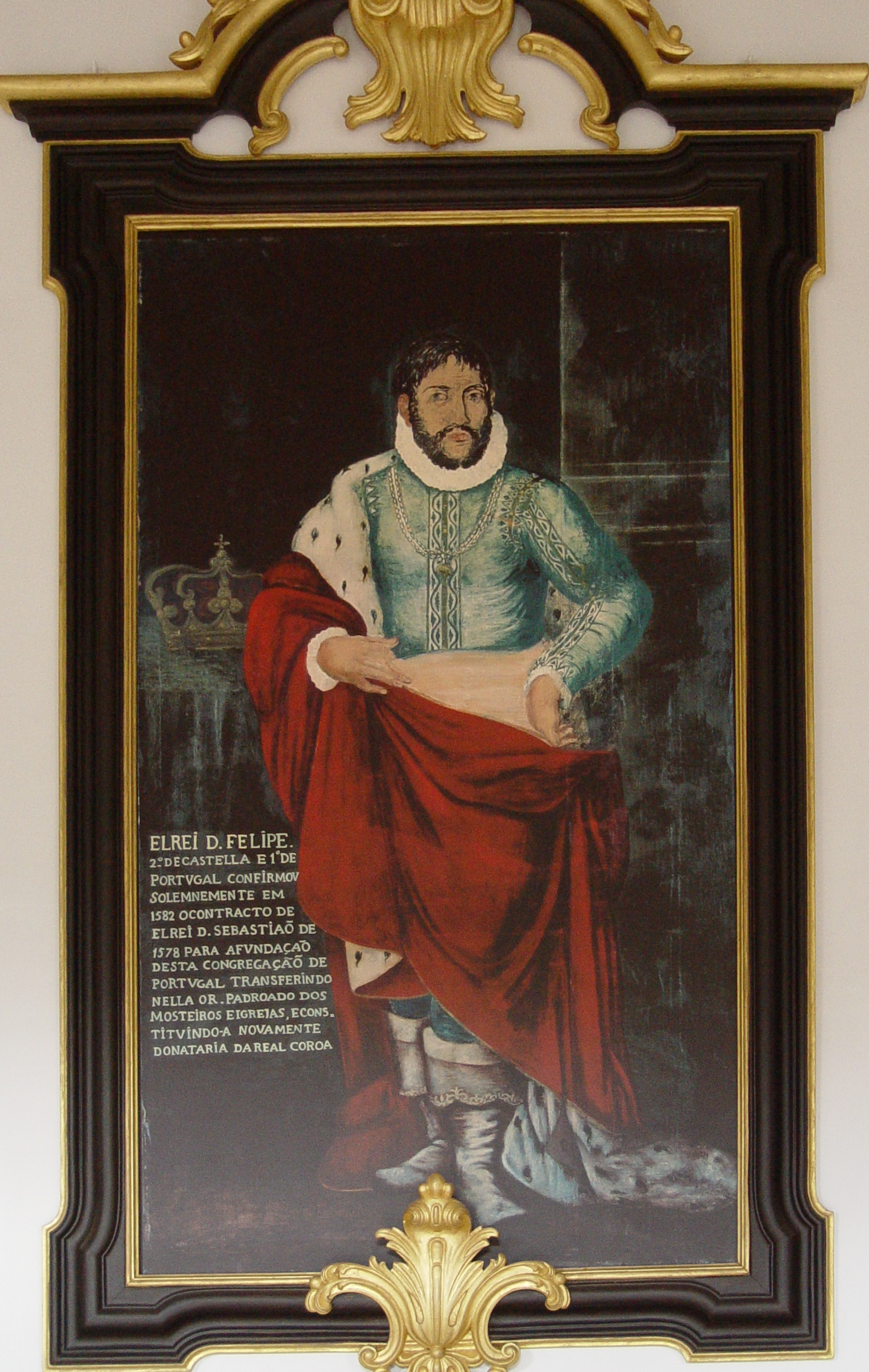
D. Filipe I de Portugal (II de Espanha)

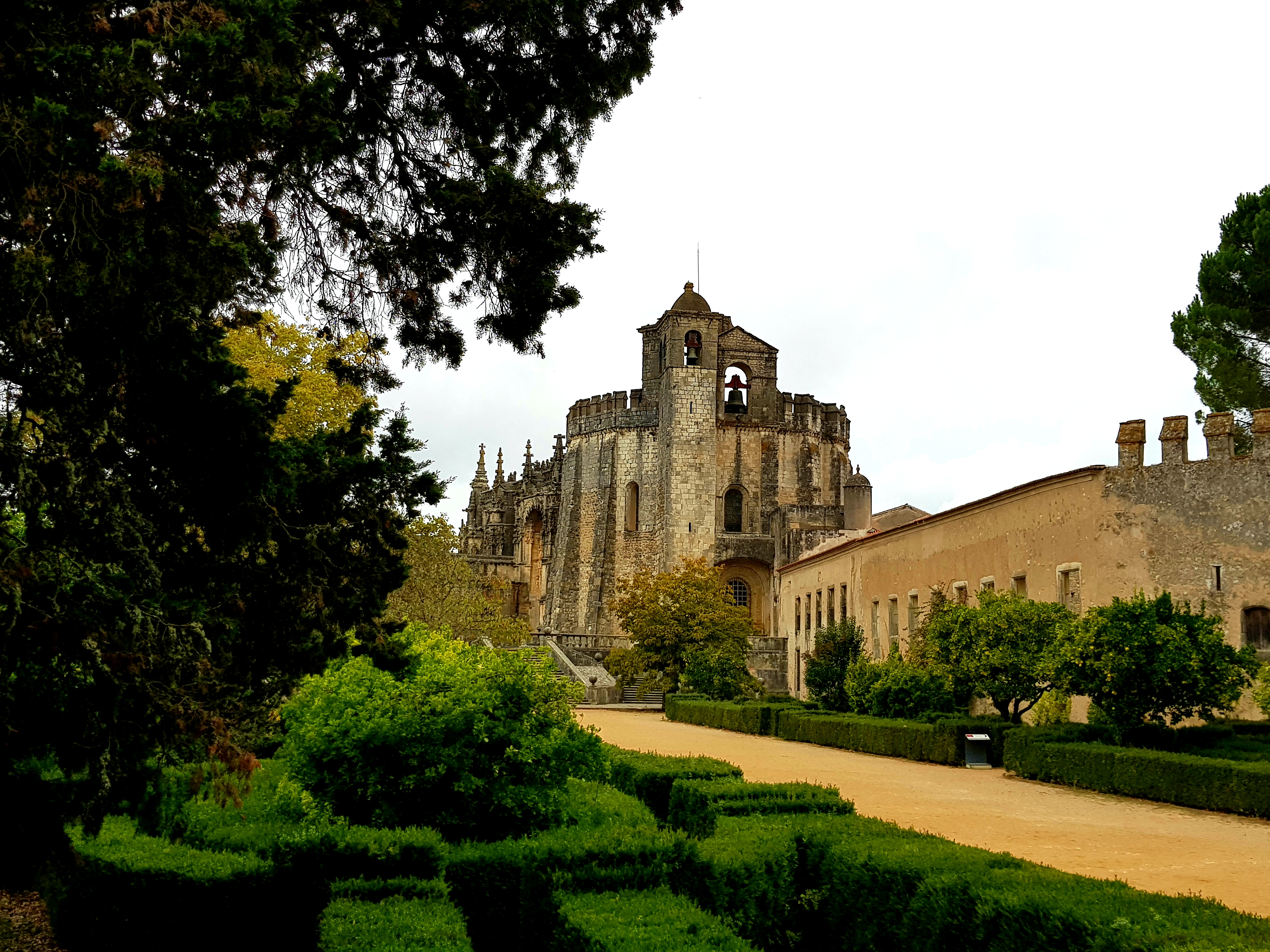
Convento de Cristo

O traçado do aqueduto foi executado em 1584 por Filipe Terzio, arquitecto-mor do Reino, iniciando-se a obra em 1593. Depois da morte do arquiteto, a direção dos trabalhos de edificação passou para Pedro Fernandes de Torres. A primeira fase dos trabalhos só seria concluída em 1614, data em que Filipe II veio a Portugal e inaugurou a obra, como indica a inscrição gravada no aqueduto.
Em 1616, já com a direção das obras entregue a Diogo Marques Lucas, a canalização do aqueduto foi prolongada para o edifício conventual, alcançando o lavatório dos dormitórios no ano seguinte, e chegando ao claustro principal em 1619, data em que se concluiu a obra. Assinalando-se a sua conclusão, com a Fonte Monumental do Claustro Principal (também denominado claustro dos Filipes).
Cronologia:
- 1584, 22 janeiro - Filipe Terzio é nomeado mestre das obras do convento e terá traçado o projeto do aqueduto (ANTUNES, 149[6]);
- 1593 - decide-se a construção do aqueduto (ANTUNES, 149);
- 1595 - escritura de compra das fontes e dos terrenos para a implantação do aqueduto; início da construção;
- 1595 - 1600 - aquisição de materiais de construção e de um pinhal para fornecer a madeira para a construção; estão envolvidos no fornecimento de caras de canalização, lajes e silhares o mestre Salvador Jorge; Pêro Antunes, mestre canteiro, realiza obras das arcas das fontes, nascentes e edifícios (ANTUNES, 149);
- 1597 - falecimento de Filippo Terzi, sendo a obra entregue a Pero Fernandes de Torres (ANTUNES, 149);
- 1597, 15 fevereiro - encomenda de cal a Fernão Jorge e Simão Fernandes (ANTUNES, 149);
- 1597, 23 fevereiro - em reunião, é decidido a forma como o aqueduto atravessaria a Ribeira de Carregueiros, com a presença dos mestres Pedro Antunes, Simão Gomes, Pedro Gonçalves, Mateus Fernandes e Antão Gonçalo (ROSA, IV, 36[7]);
- 1597, 11 setembro - alvará de Filipe I para que todos os mestres trabalhassem na obra das fontes (ROSA, IV, 36);Aqueduto do Convento de Cristo - Vista geral do troço dos Pegões

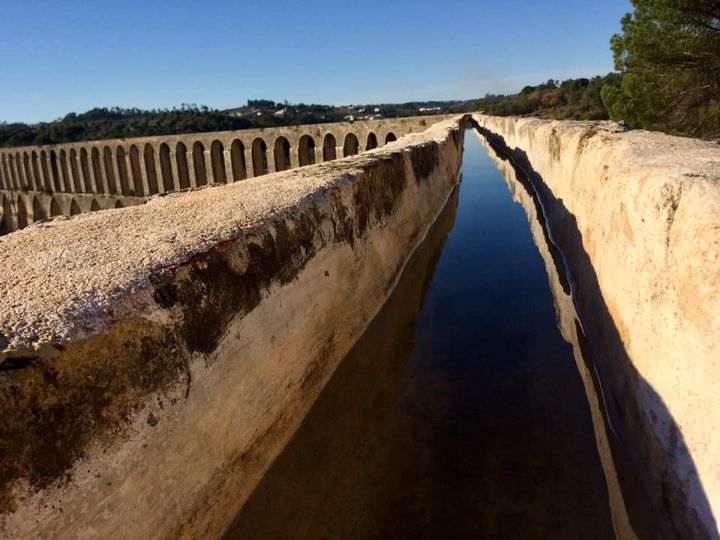
Aqueduto do Convento de Cristo - Vista geral do troço dos Pegões

- 1598, 14 novembro - o monarca manda que se avaliem as terras a expropriar e que se paguem pelo preço justo (ROSA, IV, 38);
- 1600 - execução das casas de água (ANTUNES, 151); 1601 - acabamento da casa de água a jusante da Ribeira do Choupal, com colocação de ferragens e envernizamento da porta por Pêro Marinho (ANTUNES, 151);Vista geral do troço monumental dos Pegões [Altos], com Convento de Cristo na linha de horizonte

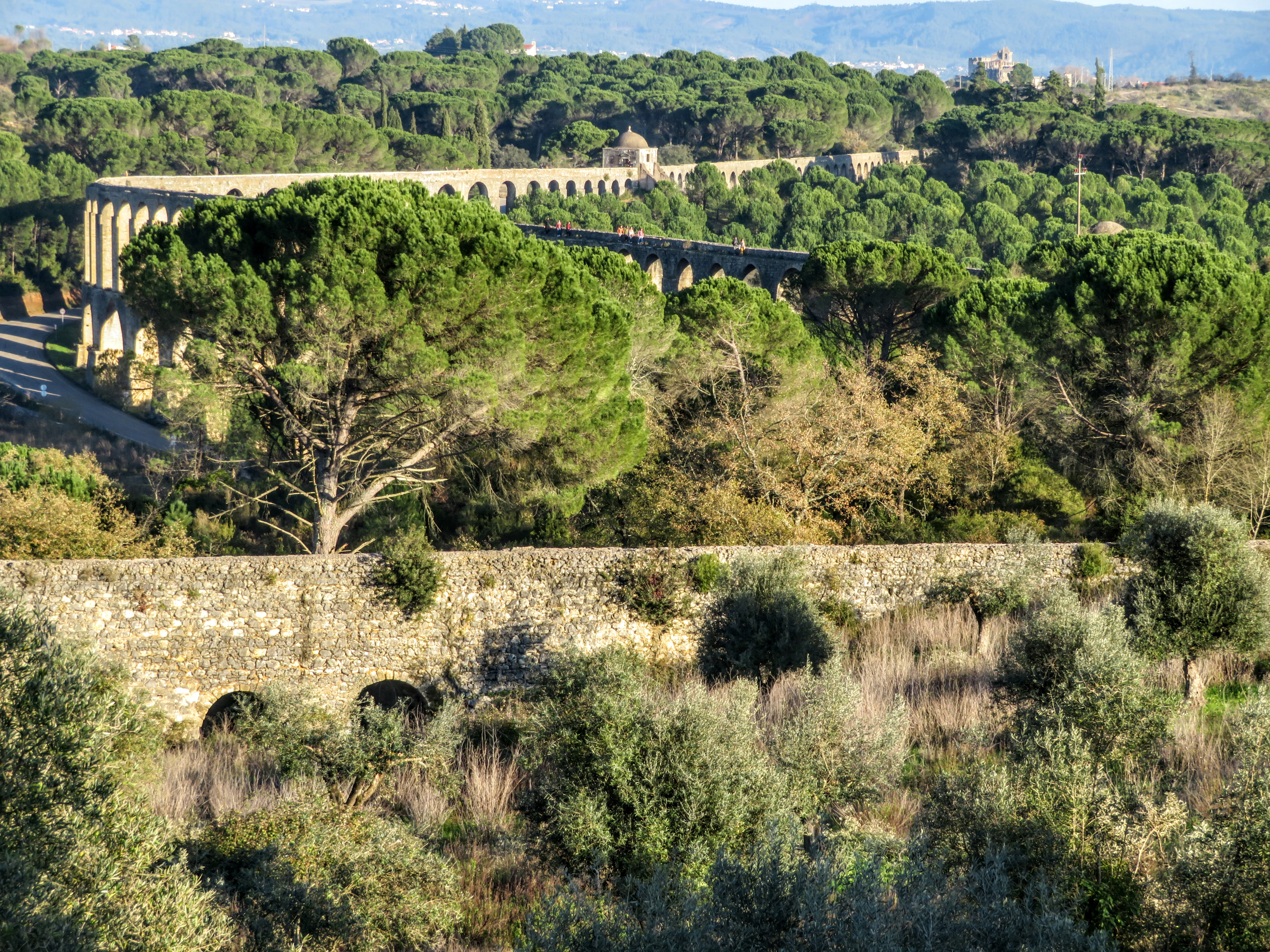
Vista geral do troço monumental dos Pegões [Altos], com Convento de Cristo na linha de horizonte

- 1602, 08 agosto - alvará de Filipe II ordena que todos os mestres disponíveis fossem para as obras das fontes (ROSA, IV, 42);
- 1613 - a obra está terminada até à casa de água a jusante da Ribeira do Choupal (ANTUNES, 151);
- 1614 - o aqueduto chega à cerca, terminando num tanque de rega, a denominada Cadeira D'El Rei;
- 1617 - prolongamento até ao convento e ao lavabo dos dormitórios; 1619 - conclusão da obra; construção da fonte do claustro principal, conforme desenho de Pero Fernandes de Torres (ANTUNES, 149);
- 1634 - obras diversas no aqueduto do Convento;
- 1752 - exploração de novas nascentes a montante e ligação ao aqueduto construído (ROSA, V, 206);
- 1842, 18 agosto - a rainha concede à população de Tomar dois terços da água dos Pegões, com a obrigação da Câmara a encanar e para o chafariz que se propunha construir, sendo a restante vendida com a cerca do extinto Convento (ROSA, I, 29);
- 1843, 23 maio - António Bernardo da Costa Cabral pede à Câmara que cumpra a sua obrigação de arranjar o aqueduto, escudando-se a Câmara com o facto de não ter verba disponível, pelo que pede ajuda à Repartição das Obras Públicas (ROSA, I, 36-37);
- 1843, 20 junho - a Câmara pede um empréstimo a Bartolomeu da Costa Cabral para fazer o arranjo dos Pegões, exigindo este garantias, juros e o privilégio de nomear o mestre que dirigiria a obra (ROSA, I, 39); 27 junho - vistoria e levantamento das necessidades de obra (ROSA, I, 40);
- 1843, 30 junho - os canos estão muito arruinados, calculando-se a despesa em 600$000, a que acrescentaria a obra dos canos até à Praça do Peixe (ROSA, I, 41);Caleira de transporte de água, atravessando campos cultivados a 200m para jusante da Nascente do Cano

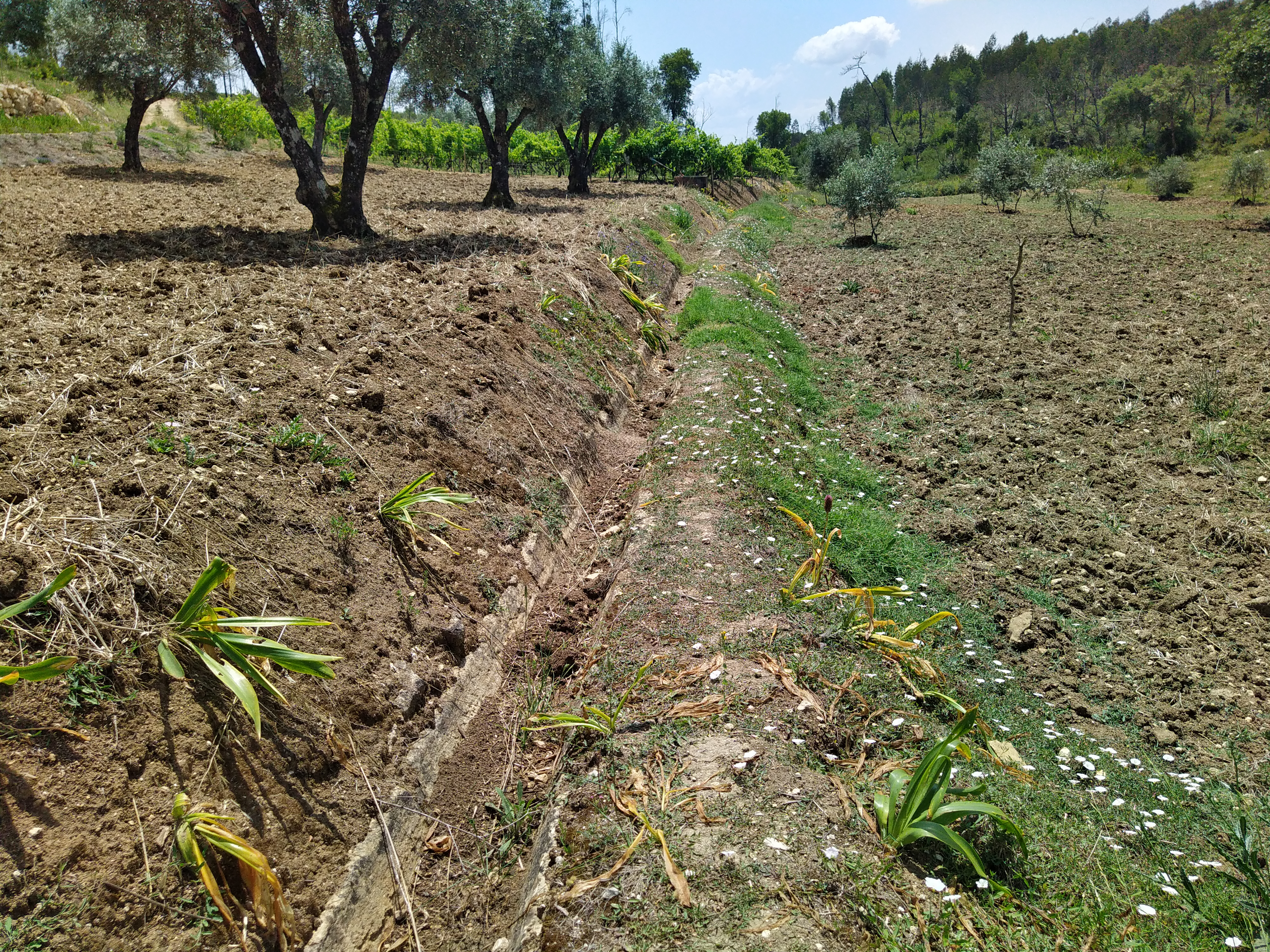
Caleira de transporte de água, atravessando campos cultivados a 200m para jusante da Nascente do Cano

- 1843, 11 julho - Costa Cabral aceita emprestar o valor para a obra (ROSA, I, 41);
- 1843, 14 julho - a Câmara aprova o contrato das águas (ROSA, I, 41);
- 1843, 15 novembro - estando gastos 600$000 e a obra ainda por terminar, Costa Cabral empresta mais 200$000 (ROSA, I, 51); 1844,
- 1843, 22 julho - o Presidente da Câmara recebera uma proposta de Bernardo Costa Cabral de ficar com os dois terços da água que cabia à Câmara, desonerando-a da dívida e doando 800$000 para a procura de outra fonte de abastecimento, o que a Câmara acede, considerando quão oneroso eram as constantes obras de manutenção do aqueduto (ROSA, I, 80);
- 1843, 02 dezembro - a Câmara pede à Rainha que aceite este contrato (ROSA, I, 82);
- 1846, 03 março - a rainha autoriza a cedência (ROSA, I, 83);
- 1935 - reparações na mãe d'água a montante dos Pegões Altos; construção de 2 gigantes na face lateral virada a ocidente; reforço em betão armado abaixo do pavimento e em volta da cúpula; restauros das ombreiras das portas e do pavimento; construção de um muro de suporte do aqueduto em alvenaria; reconstrução do cano e respetiva cobertura na parte destruída;
- 1937 - obras diversas de reparação;
- 1939 - apeamento e reconstrução de paredes de alvenaria argamassada, consolidação geral do cano condutor de águas e reparação geral do cano subterrâneo, por Raul Marques da Graça, pelo valor de 20000$00;
- 1940 - demolição de um casebre encostado ao aqueduto e beneficiação dos seus arcos, com a construção de muros de alvenaria em cortinas do aqueduto, consolidação geral de um arco grande, capeamento geral, reparação da conduta, por Raul Marques da Graça, pelo valor de 29400$00;Casa de água de decantação e regularização do caudal a montante do troço aéreo dos PegõesVista do troço dos Pegões desde a casa de água a montante

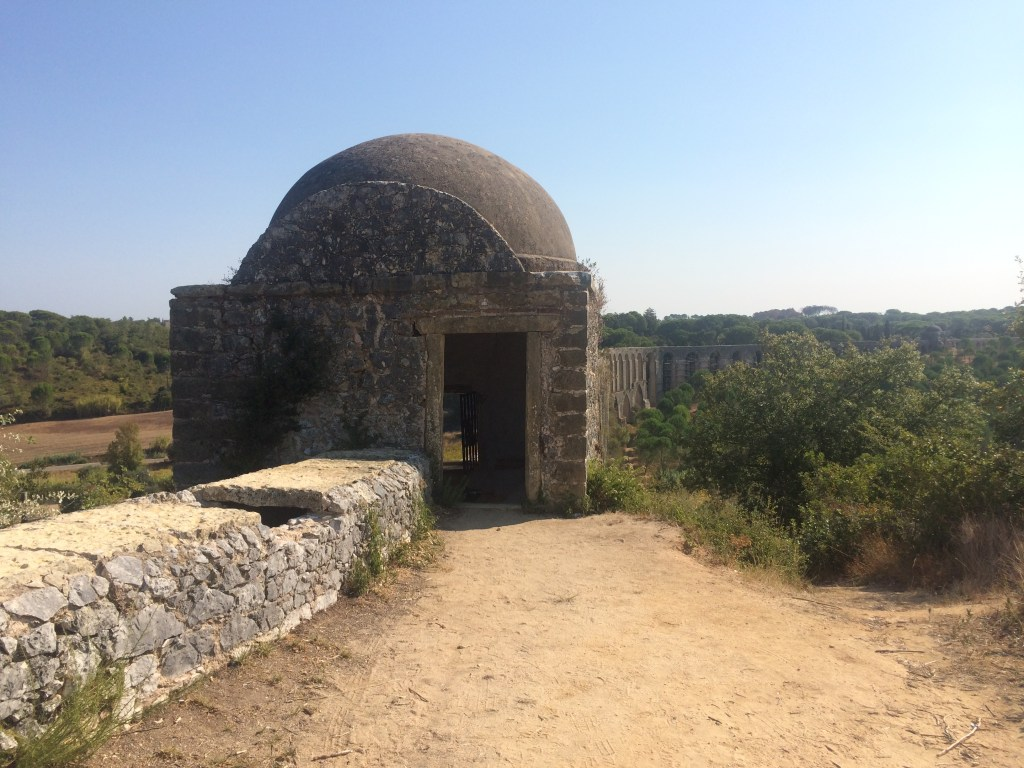
Casa de água de decantação e regularização do caudal a montante do troço aéreo dos Pegões

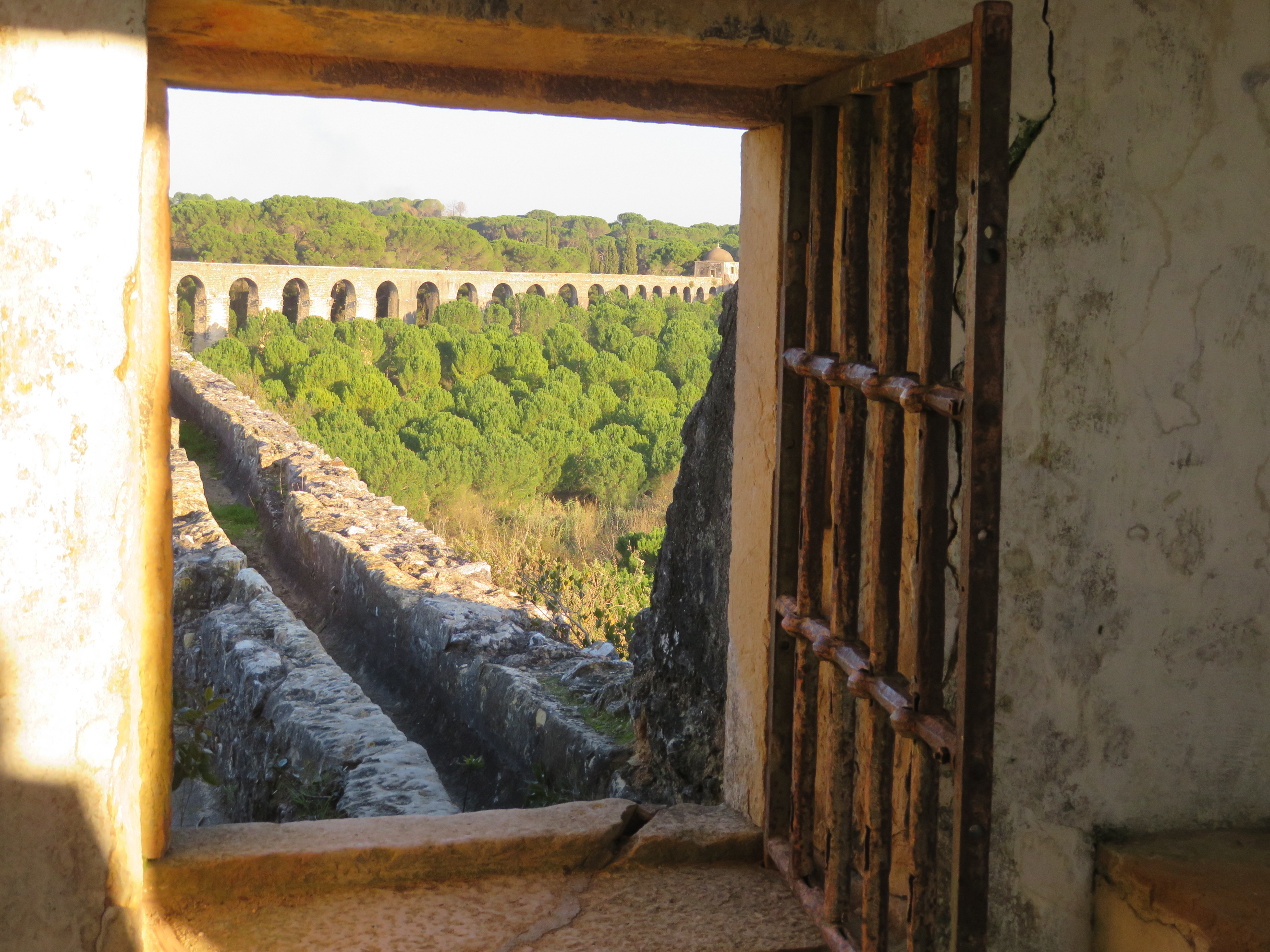
Vista do troço dos Pegões desde a casa de água a montante

- 1941 - construção de muros, consolidação geral de arcos grandes e construção de guardas, limpeza geral de todo o aqueduto, assentamento de portas e grades em ferro por Raul Marques da Graça, pelo valor de 20000$00;
- 1943 - construção de muros de alvenaria, consolidação de arcos por 20000$00, por Raul Marques da Graça;
- 1944 - construção de muros de alvenaria, consolidação de arcos por 25000$00;
- 1945 - construção de muros de alvenaria, consolidação de arcos por 20000$00; interrompidas as obras de restauro por esgotamento de verbas;
- 1946 / 1947 - reparação de coberturas em 325 m; reparação de caleira que abateu no lugar de Casal Ribeiro, limpeza da caleira entre os Pegões Altos e o lugar de Brazões, refechamento de juntas com argamassa de cimento, cobertura com lajes nas zonas aéreas e com betão armado nas partes subterrâneas; demolição e reconstrução da abóbada da penúltima mãe-d'água(a jusante dos Pegões Altos?) em pedra e argamassa de cimento reforçada com um anel em betão armado; reboco das paredes no interior e exterior; limpeza e cobertura de 20 m de cano junto à mãe-d'água; total da obra 73650$00;Vista da galeria subterrânea do Aqueduto na entrada da Cerca da Mata Nacional dos Sete Montes, na Cadeira d'El Rei

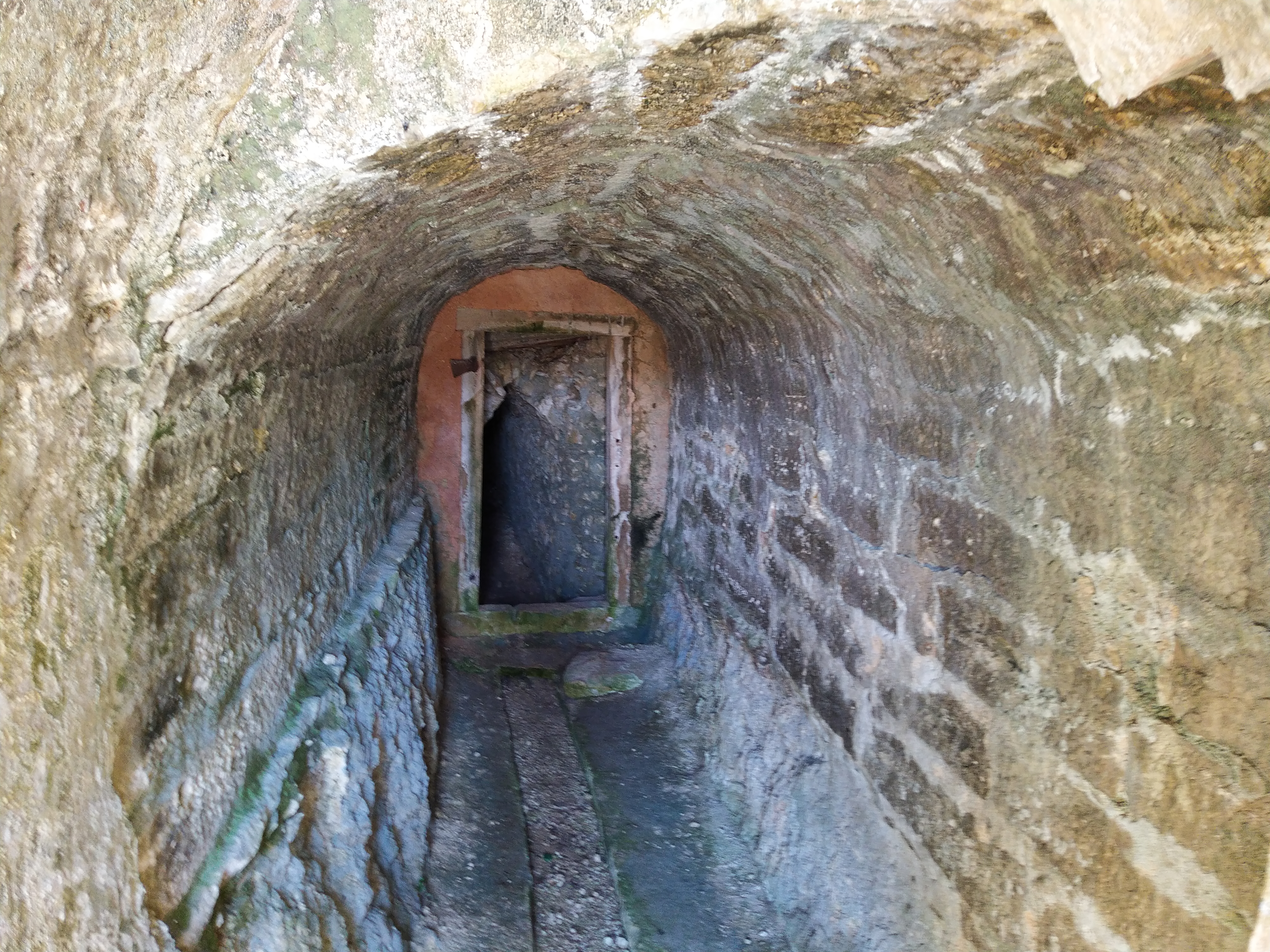
Vista da galeria subterrânea do Aqueduto na entrada da Cerca da Mata Nacional dos Sete Montes, na Cadeira d'El Rei

- 1948 / 1949 - assentamento de 3 portas de ferro nas entradas de limpeza da caleira; demolição de paredes e caleira junto à penúltima mãe-d'água e sua reconstrução; limpeza de 80 m de cano, refechamento de juntas, reconstrução de paredes, cobertura com lajes de cantaria e betão armado, a norte dos Brasões; rebaixamento de 30 m de cano junto à 1ª nascente; levantamento e assentamento de 100 m de cano junto ao lugar de Peixinhos, num total de 54700$00;
- 1954 - a Mãe d'Água, no troço de Pegões tinha uma grande rutura;
- 1955 - pedido de reparação do aqueduto para que abasteça o Convento;
- 1956 - recuperação de parte do aqueduto junto à nascente no sítio de Casal Ribeiro; recuperação da caleira na "Casa da Água" no troço de Pegões; instalação de um fontanário com torneiras de mola para abastecimento de água; expropriação e arranque de árvores, cujas raízes danificam o aqueduto; recuperação da cobertura com lajes; restauro das paredes do aqueduto; limpeza e restauro da caleira (correspondência entre a DGEMN e a CMT, dando conta da necessidade de restauro da caleira do aqueduto);
- 1962 - continuam-se as reparações nas caleiras, limpeza e cobertura, o refechamento de juntas;
- 1965 - informação sobre a necessidade de reconstrução em alvenaria da caleira de fundo; proposta de substituição por tubo plástico, não concretizada;
- 1968 - informação do MF - DGFP à DGEMN sobre as ruturas no fecho dos arcos superiores do aqueduto;Aqueduto do Convento de Cristo - troço sobre o vale dos Pegões

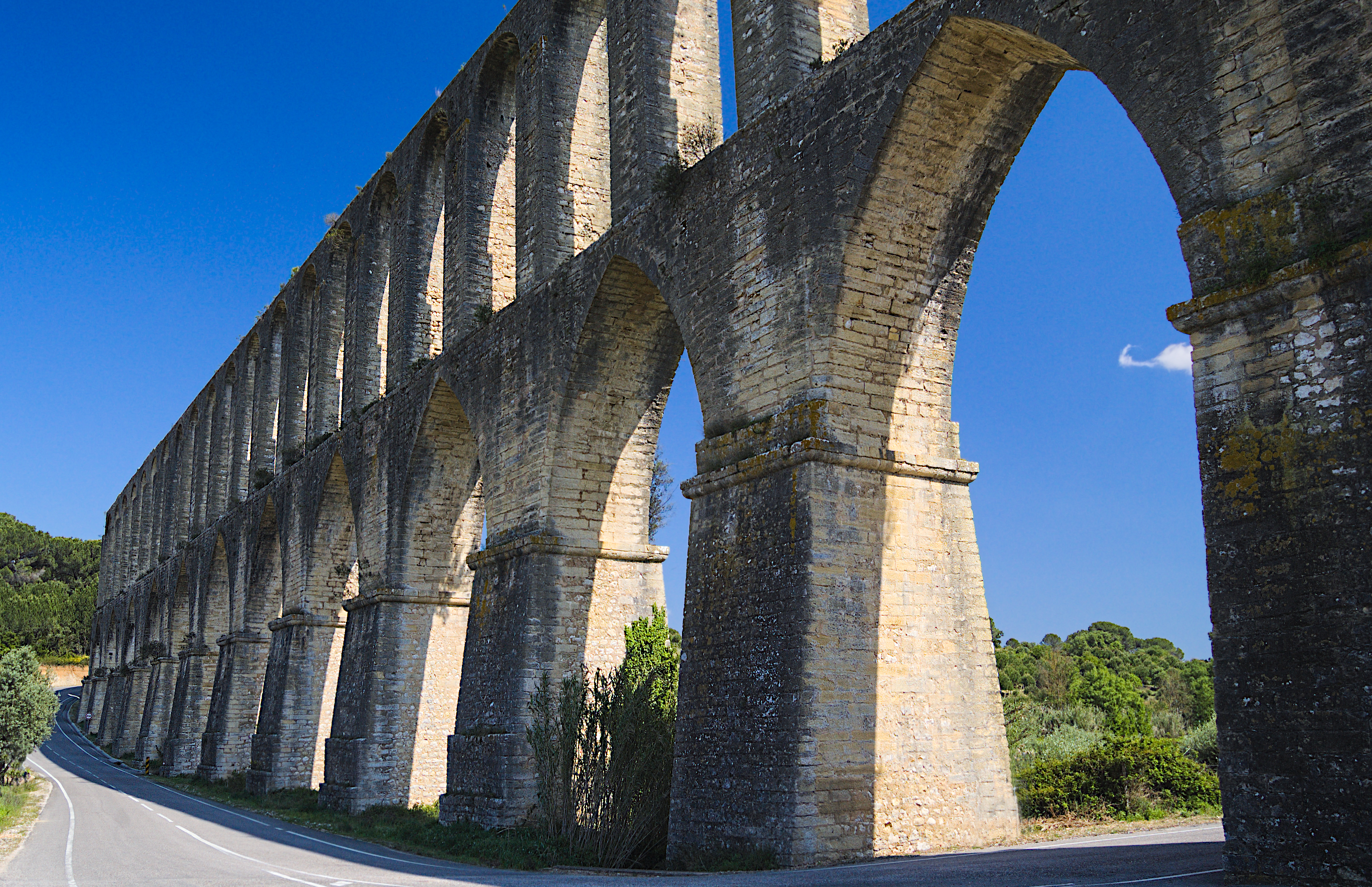
Aqueduto do Convento de Cristo - troço sobre o vale dos Pegões

- 1972 - o aqueduto encontra-se demolido em alguns troços e em ruína noutros;
- 1978 - limpeza do cano pelo seminário das missões;
- 1979 - a CMT colocou a hipótese da aquisição dos terrenos dentro da Zona Especial de Proteção do Aqueduto com vista ao arranjo e enquadramento paisagístico; informação sobre movimentação de terras / terraplanagens junto da quinta da Silveira, realizadas por particulares, que punham em risco a estabilidade do aqueduto, afetando a fundação de 15 arcos do lado poente e 6 a nascente;
- 1980 - pedido de redução da ZEP; um desaterro junto à mãe-d'água a jusante dos Pegões ameaça a derrocada de vários arcos de um e outro lado da casa; o LNEC aconselha aterro feito com enrocamento e terra junto ao talude;
- 2009 - trabalho de campo de levantamento arquitetónico realizado em 2009, por Tiago Molarinho Antunes;
- 2011, 22 Junho - publicada em Diário da República n.º 119/2011, Série II de 2011-06-22, a Declaração n.º 173/2011 referente à aprovação do Plano de Pormenor dos Pegões - Empreendimento Turístico e Campo de Golfe;Troço superficial de condução de água para o Convento, já no interior da Cerca, próximo do antigo lagar
- 2013 - ação cívica de limpeza;

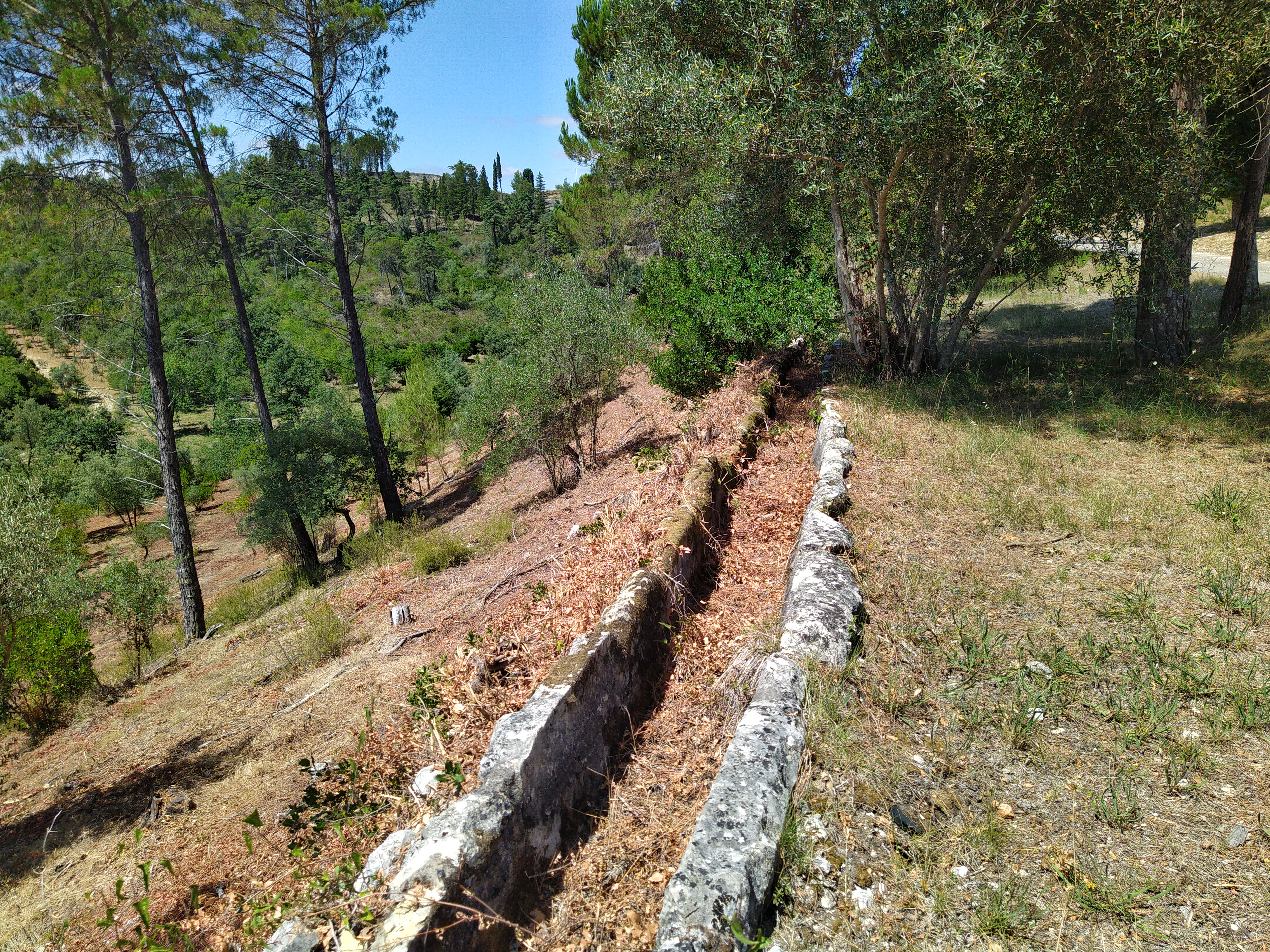
Troço superficial de condução de água para o Convento, já no interior da Cerca, próximo do antigo lagar

- 2015, 27 junho - ação cívica de limpeza do coberto vegetal;
- 2015, 10 outubro - 2.ª ação cívica de limpeza do coberto vegetal - dos grandes arcos à cerca;
- 2016, 4 junho - 3.ª ação cívica de limpeza;
- 2016, 24 setembro - 4.ª ação cívica de limpeza - vale do Pote;
- 2016, 24 outubro - a Câmara Municipal de Tomar aprova projeto de reabilitação e reforço estrutural de um troço do aqueduto;
- 2016, 26 novembro - 5.ª ação cívica de limpeza - a caminho dos Brasões;
- 2017, 8 abril - 6.ª ação cívica de limpeza - a montante dos Pegões;
- 2017, 02 agosto - início de obras de consolidação das estruturas do aqueduto, adjudicadas à STAP - Reparação, Consolidação e Modificação de Estruturas S.A.  que consiste na colocação de micro-estacas, ligadas às colunas através de lintel de coroamento e na colocação de elementos metálicos (em aço, devidamente tratado, metalizado e pintado) nos cunhais das colunas, afastados verticalmente e ligados através de tirantes horizontais;
- 2017, 14 outubro - 7.ª ação cívica de limpeza - nascente da Porta de Ferro;
- 2017, 16 outubro - grande incêndio rural;
- 2017, 10 dezembro - 8.ª ação cívica de limpeza - tanque da nascente da Porta de Ferro;
- 2018, 28 abril - 9.ª ação cívica de limpeza - Brazões norte;
- 2018, 2 junho - 10.ª ação cívica de limpeza;
- 2019, 16 fevereiro - 11.ª ação de Limpeza do Aqueduto , pelo Grupo de Amigos do Aqueduto;

Atualmente a monitorização do Aqueduto cabe à Camara Municipal de Tomar, com exceção do troço intramuros na Cerca Conventual e Convento de Cristo, que cabe à DGPC.
Relativamente a intervenções no monumento promovidas por entidades públicas ou privadas, bem como intervenções nas zonas de proteção (zona geral de 50 m para ambos os lados do aqueduto, e na  zona especial de proteção), a Câmara Municipal envia para que a DGPC se pronuncie, como consta da Lei de Bases do Património Cultural, Lei n.º 107/2001, de 8 de setembro.

### Período de funcionamento
O Aqueduto esteve em serviço desde 1614 até meados do século XX (mais de 330 anos). 

### Atualidade
O monumento (como um todo, na sua extensão de mais de 6km) em grande parte encontra-se em avançado estado de degradação e abandono, apesar de o traçado estar consolidado e a edificação estar íntegra, o que permitirá a sua reparação e conservação.
Os troços superiores, entre nascentes, são os que apresentam maiores danos decorrentes do abandono dos campos de cultivo, atualmente tomados pela vegetação e matos.
Danos
Ao longo dos anos e após o abandono da utilização do aqueduto no séc. XX, têm vindo a ser registados danos:
- Furtos de elementos de pedra, como os lajedos de cobertura dos canais, ao longo dos últimos anos;
- Danos junto a nascente do Cano na instalação de conduta água, 2005 ;
- Construções e edificações adossadas ao monumento;
- Atividades de desporto aventura (motocross, 4x4);

- Vandalismo
Georreferenciação DGPC

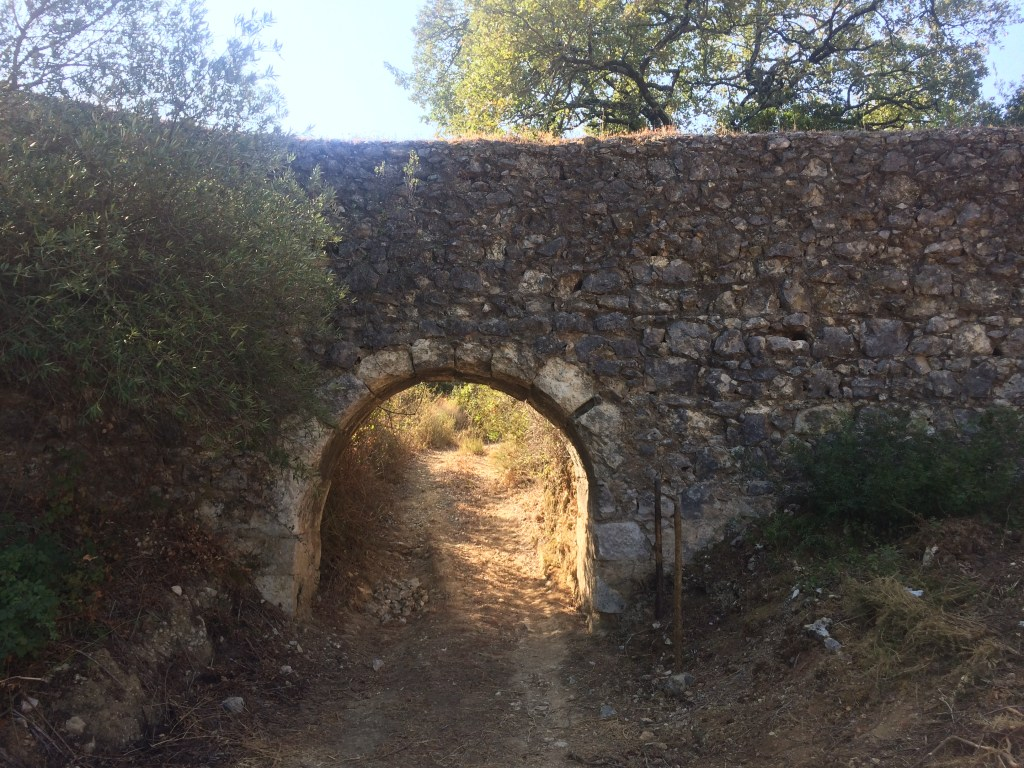
Aqueduto do Convento de Cristo - Arco de passagem

Em 2021, a DGPC apresentou no seu GeoPortal a georreferenciação do traçado do Aqueduto em toda a sua extensão (incluindo nascentes), e respetiva zona geral de proteção (ZGP) e zona especial de proteção (ZEP).
Revisão do Plano Diretor Municipal de Tomar
O processo de revisão do PDM do concelho de Tomar (2009-2021), após consulta pública em 2021, passou a integrar o traçado integral do Aqueduto na carta do Património Arquitetónico. No entanto a cartografia oficial do PDM de Tomar ainda não inclui graficamente as faixas de proteção (indicadas no Atlas do Património Classificado e em vias de Classificação (GeoPortal) da DGPC. Também não existe proteção ofocial aos mananciais de água (nascentes) em particular tendo em conta o avanço nas proximidades destas da floresta de produção (eucaliptais).

### Grupo dos Amigos do Aqueduto do Convento de Cristo
Agremiação não oficial, formada em 2005, dedicada à divulgação e troca de impressões das atividades cívicas desenvolvidas. Visa ainda o estudo, salvaguarda, divulgação e fruição do Aqueduto Filipino do Convento de Cristo, em Tomar utilizando para isso as redes sociais, nomeadamente o Facebook onde tem atualmente cerca de 1600 seguidores.

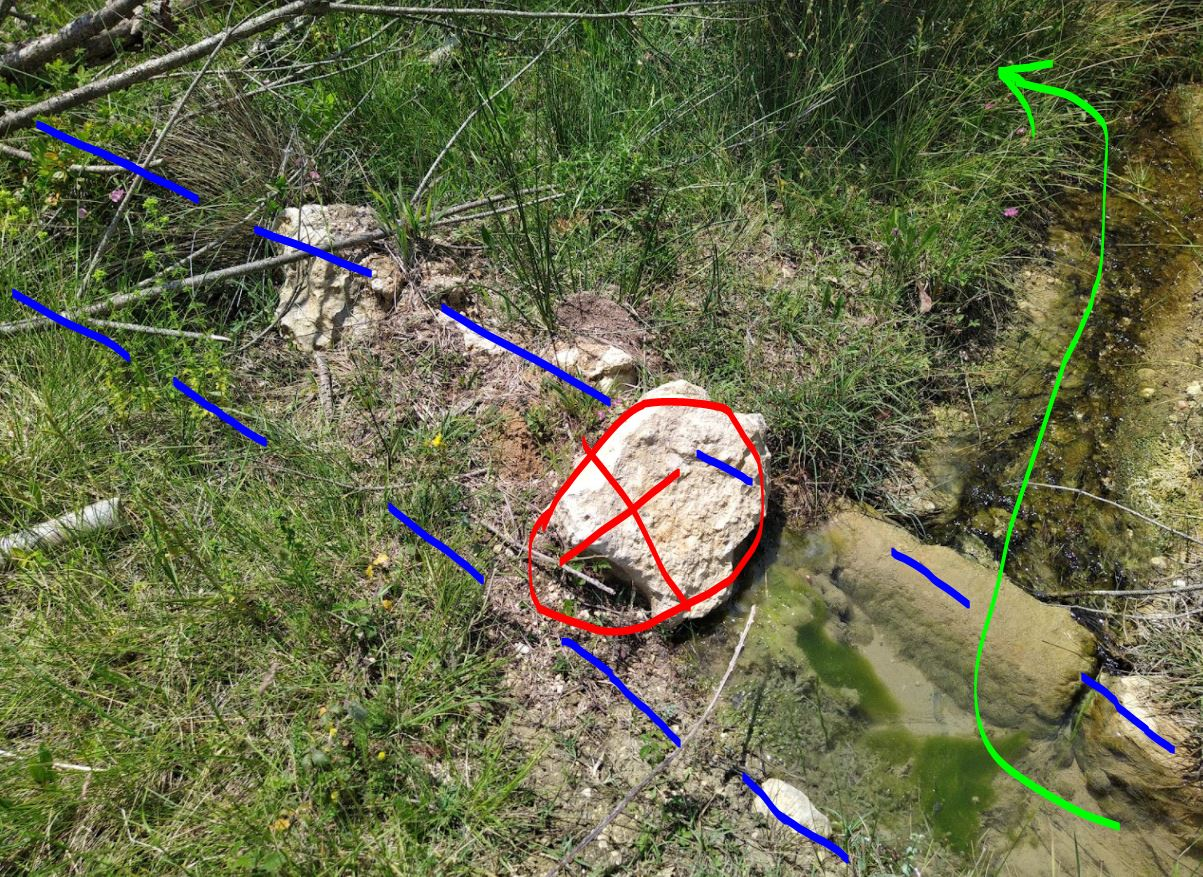
Desvio de água corrente (a 50m a jusante da Nascente do Cano) para a ribeira do Choupal, com caudal assinalável durante o estio

Promove várias ações de cidadania ativa, especialmente as ações de limpeza e recuperação de vários troços do Aqueduto entre outras como foi a realização em 2016/03/05 de colóquio subordinado ao tema “Aqueduto do Convento de Cristo – Legado e Desafio(s)”  , e integrado no programa oficial das Comemorações do Dia da Cidade de Tomar, realizou-se, na Quinta dos Pegões, em Carregueiros. O programa integrou um conjunto de apresentações a cargo de Jorge Custódio, Tiago Molarinho, Luís Mota Figueira e João Elvas, que abordaram temas relacionados com o legado histórico e cultural do monumento e a situação crítica em que se encontra.

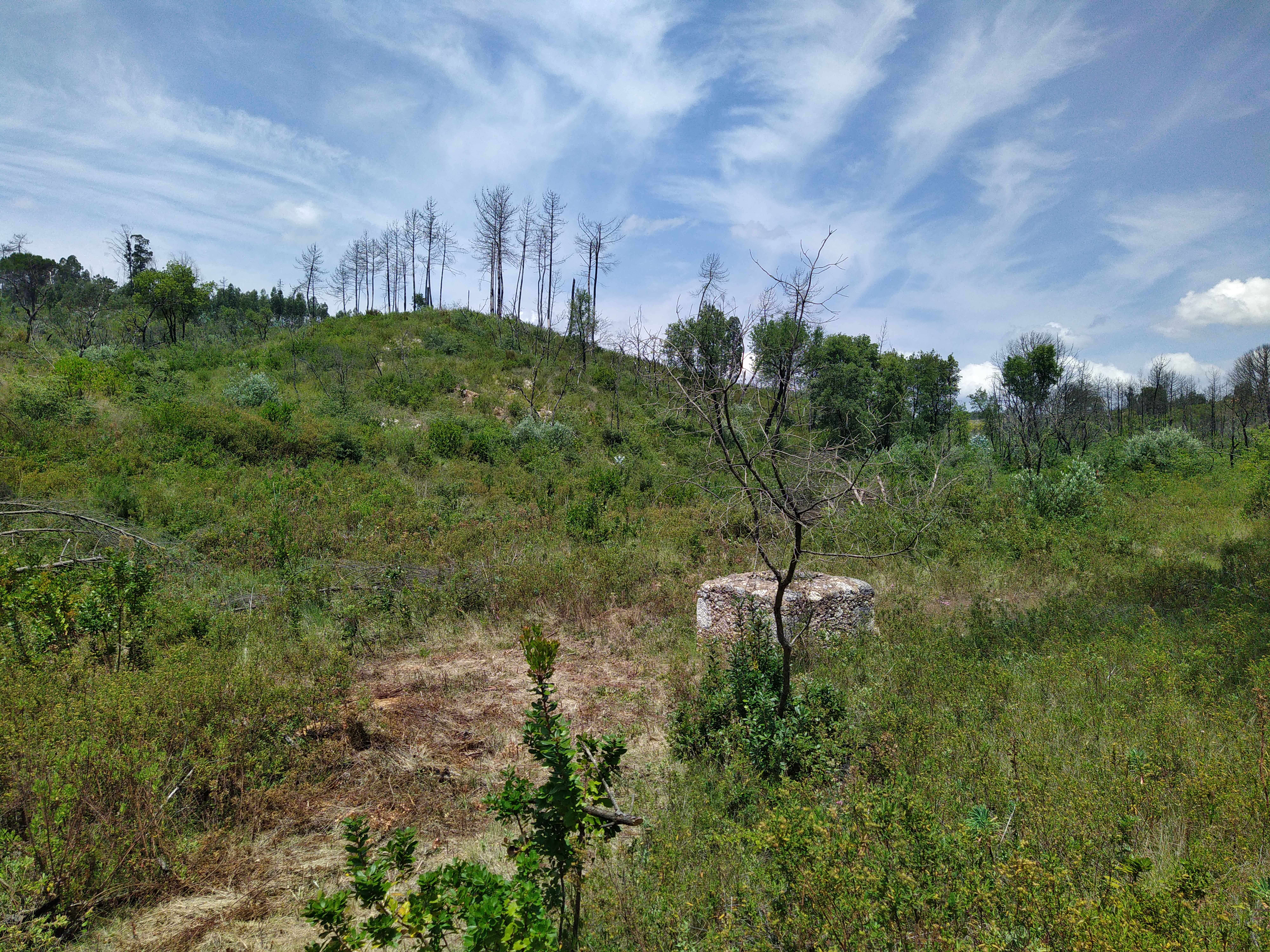
Vista geral do poço de visita da 1.ª nascente (do Cano) do Aqueduto do Convento de Cristo

## Características
A morfologia deste território é composta pela interceção de um conjunto de vales pouco profundos. O povoamento deste espaço caracteriza-se pela dispersão de pequenos aglomerados e casais, maioritariamente localizados junto a acessos viários, como a aldeia de Carregueiros e o lugar de Brasões.

Nas encostas dos vales, predomina a cultura do eucalipto, incrementada fortemente nas últimas décadas. Nas zonas baixas encontram-se os pomares e vinhedos, e junto das linhas de água, hortas em parcelas de terreno de pequena dimensão, com diversas estruturas de aproveitamento hidráulico como presas, canais e poços, bem como muros de alvenaria que atuam como bacias de retenção e infiltração (junto às 2 nascentes mais a norte).

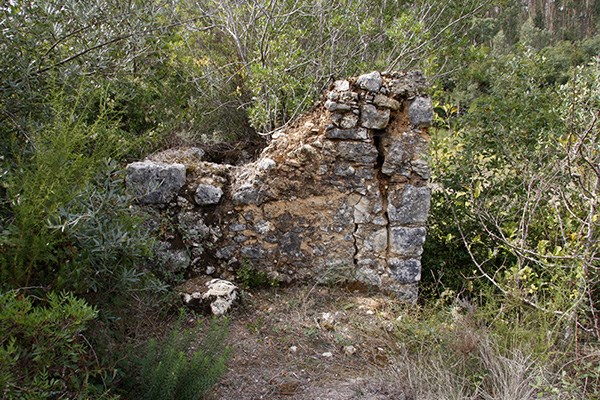
Vista exterior da Nascente do Vale da Pipa

O aqueduto é uma estrutura de transporte de água com 6223 m de comprimento linear, de canalização em pedra, coberta a laje, correndo em grande parte ao nível do terreno, com cerca de 400 m assentes em arcaria (troços aéreos que perfazem um total de 180 arcos de volta perfeita). É alimentado por quatro nascentes subterrâneas, sendo a água transportada por caleiras de pedra calcária em meia cana, por ação da gravidade.
A inserção deste sistema hidráulico no território tem início a 153,43 m de altitude a montante, na nascente do cano, e termina a 127,15 m de altitude, a jusante, no ponto de intersecção com a cobertura do edifício conventual, vencendo desta forma 26,28 metros de desnível. Sob o princípio da força gravítica, o aqueduto do Convento de Cristo, mantém em quase toda a sua extensão um declive de montante para jusante com inclinações que variam entre 0,2% e 1,5%.

Na zona de maior declive, sobre o vale de Pegões, a arcaria assenta num conjunto de 16 arcos quebrados. Nas extremidades da estrutura foram edificadas duas mães d' água, rematadas exteriormente por cúpulas, e que no interior abobadado albergam largas bacias destinadas à depuração das águas.

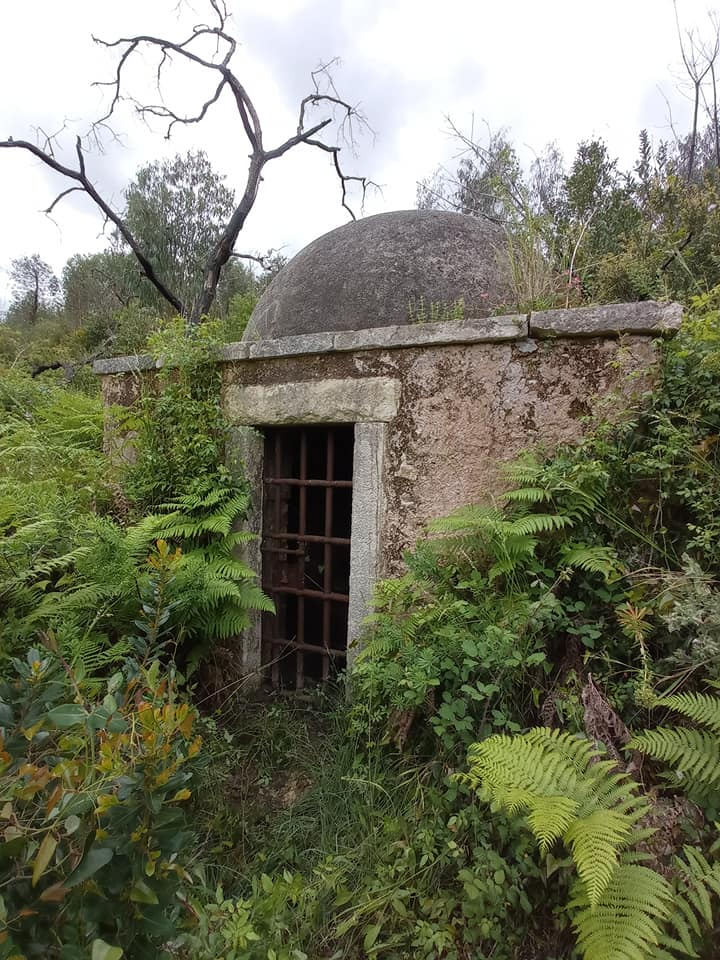
Aqueduto do Convento de Cristo - Nascente do Cú Alagado, vista da entrada

### Nascentes
Nascente do Cano ou do Pote
Nascente subterrânea em que a captação faz-se através da condução em mina no enfiamento do vale (norte>sul), sendo o freático alimentado pela infiltração da água do ribeiro e pelas águas pluviais, através de bacia de retenção, construída na mesma fileira.
É marcada por poço de visita e acesso à casa da nascente (subterrânea), com mãe-d'água de planta circular, com estrutura em alvenaria de tijolo maciço e cobertura em cúpula. A água sai por uma galeria soterrada até à caixa de decantação que interliga esta à água proveniente da nascente da Pipa.
Apesar de ainda produtiva quase todo o ano, o manancial desta nascente ( a norte) tem vindo a ser afetado pela monocultura de eucalipto (que tem vindo a tomar o lugar dos pinhais e até de zonas de cultivo), bem como da construção a cerca de 500m a montante da via rápida IC9.
Nascente [do vale] da Pipa

Nascente subterrânea em que a captação faz-se através da condução em mina no enfiamento do vale (nascente>poente), sendo o freático alimentado pela infiltração da água de ribeiro e pelas águas pluviais, através de bacia de retenção, construídas na mesma fileira. Tem edificação enterrada (mãe-d'água), com alvenaria de pedra rebocada e cobertura em abóbada de berço.

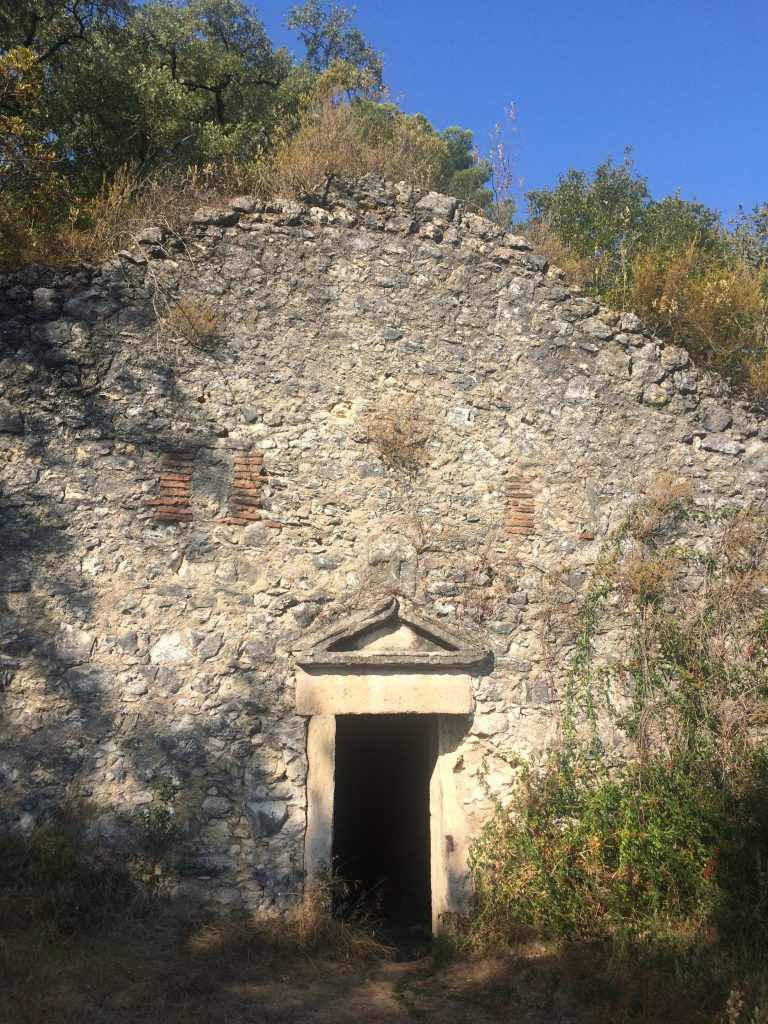
Vista exterior da Nascente Porta de Ferro

O manancial desta nascente ( a norte) tem vindo a ser afetado pela monocultura de eucalipto, a destruição dos muros de alvenaria de pedra (para reaproveitamento noutras utilizações).
Nascente do Cú-Alagado
Nascente natural, implantada em edifício, marcada por um cubo com uma porta de acesso ao interior, com cobertura em cúpula. 
A nascente do Cú-Alagado deve a sua denominação local ao facto de adquirir esta configuração de acesso ao interior. A captação deste aquífero faz-se por mina escavada na rocha, sob o leito esquerdo do vale da ribeira do Choupal. O edifício tem um pequeno tanque de decantação (hoje obstruído), central ao espaço interno, onde desaguam os caudais da mina e da rede adutora vinda de montante. Ele serve também como casa de fresco, devido à existência de quatro bancos em consola.
Localizada a 153,27 metros de altitude, está a 4.328,00 metros em linha recta, de distância do topo do edifício conventual, junto ao dormitório e a 5.802,00 metros de comprimento linear de canalização em conduta.
Nascente da Porta de Ferro ou dos Frades

Nascente natural marcada por um edifício parcialmente embutido no terreno, com cobertura a duas águas, tendo a fachada principal rasgada por portal e duas janelas. Nesta nascente, a água é depositada num tanque de decantação de planta trapezoidal, e segue pelo canal de adução até ao convento, pontuado por poços de visita às galerias, havendo, em cada uma, de planta quadrangular e coberturas em cúpula, tanques de decantação no centro das estruturas.

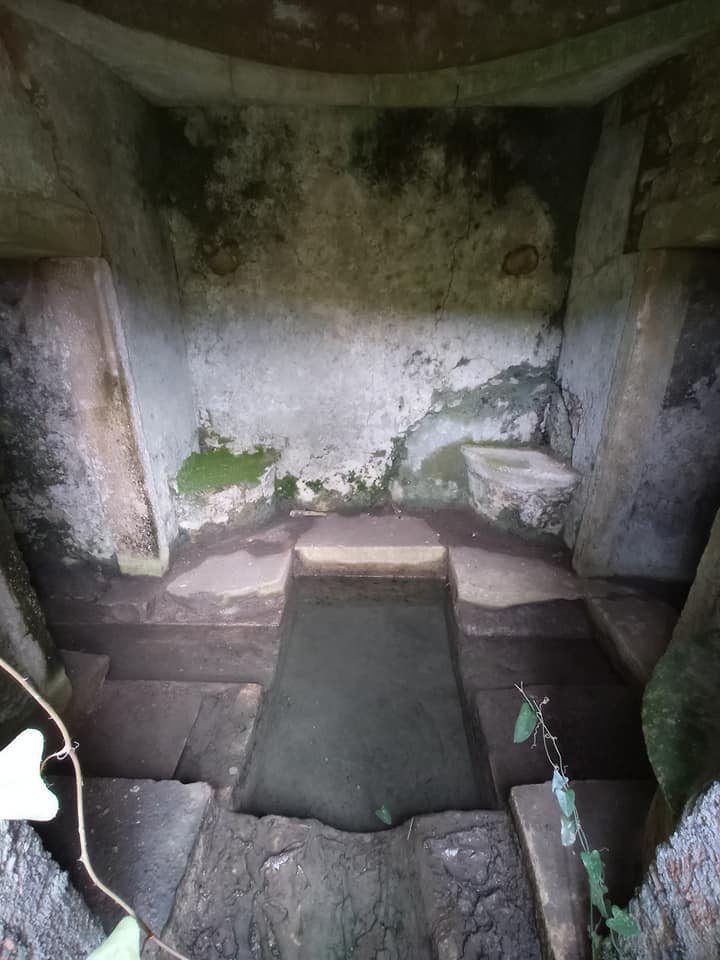
Nascente do Cú Alagado (interior), acesso desde exterior e casa de fresco

A captação da água é realizada por uma mina, que descarrega para o tanque de decantação, com forma trapezoidal e 2,10 m de profundidade. Ainda no interior da casa, e embebida no pavimento, encontra-se a canalização de meia cana que transporta a água das três nascentes a montante e descarrega o fluxo também para o decantador. O tanque de decantação está provido de um descarregador de superfície, para obviar os inconvenientes devidos à obstrução eventual da caleira adutora. Uma comporta permite interromper o caudal da caleira no decantador, desviando-o para o exterior do edifício, mormente em casos de limpeza do tanque. Ainda no interior, regista-se em quase toda a extensão do alçado lateral direito, um banco corrido executado em alvenaria.

### Troço aéreo do vale da Felpinheira
Os troços aéreos de vale da Felpinheira, compõe-se de doze arcos de volta perfeita, com cerca de 15 metros na parte mais alta. 

### Troço aéreo monumental [do vale] dos Pegões
O aqueduto tem 58 arcos de volta inteira, na sua parte mais elevada, sobre 16 arcos ogivais apoiados em pilares. A sua altura máxima é de 30 metros. Nos extremos apresenta casas de água abobadadas, que têm no centro, uma larga pia destinada à decantação da água.

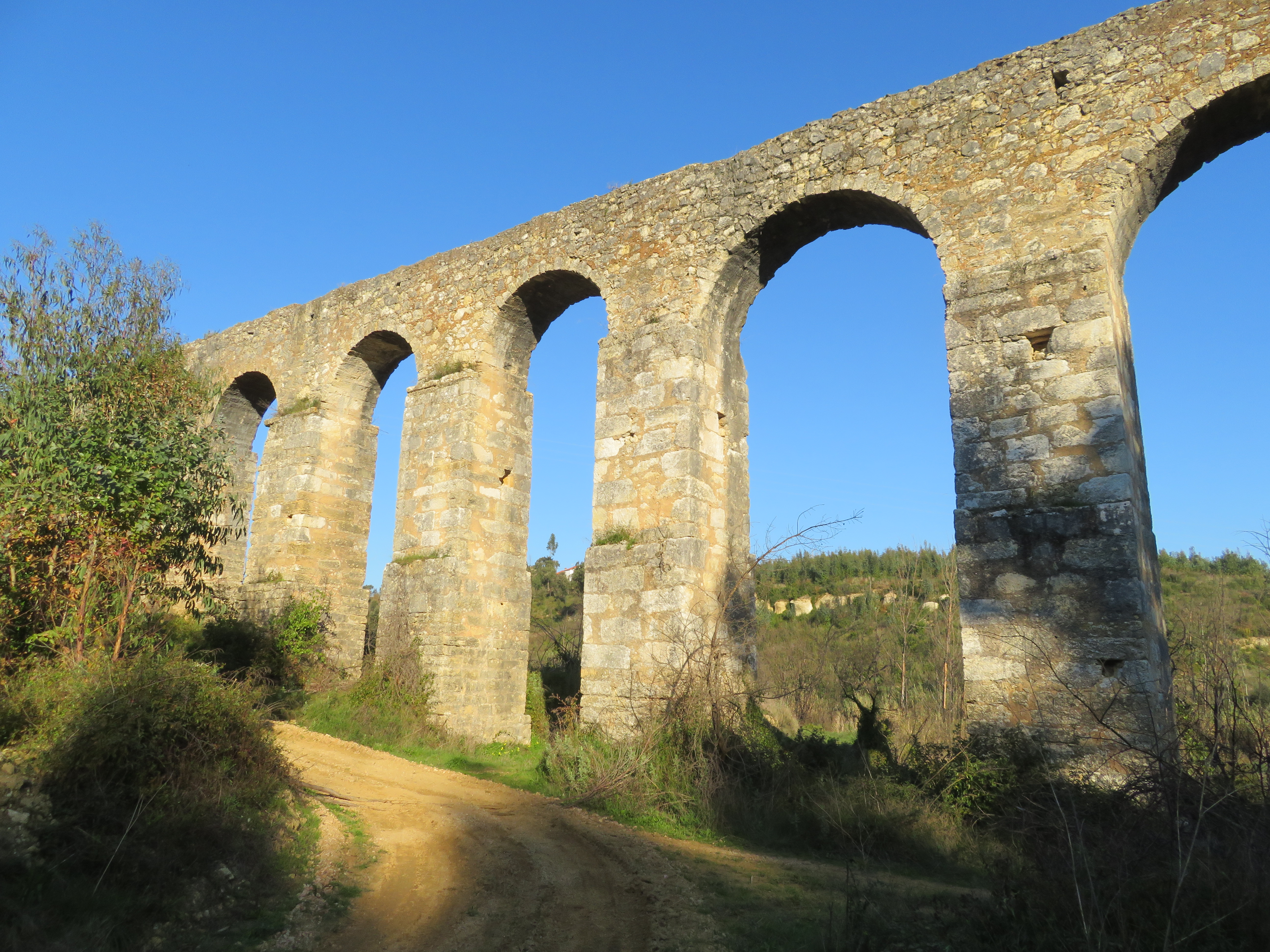
Troço aéreo sobre arcaria, com altura de aproximadamente 15m

Na casa da água a jusante da Ribeira do Choupal, a inscrição: 
"O INVICTISSIMO E MUI CATOLICO REI D. FILIPE I DO NOME, DE PIA MEMORIA, COM REAL LIBERALIDADE, MANDOU FAZER ESTE AQUEDUCTO NO ANO DE 1593 / COM A MESMA, O AUGUSTISSIMO E CRISTIANISSIMO REI D. FILIPE SEU FILHO SEGUNDO DE NOME A FEZ ACABAR 1613" 
Seguem-se 34 arcos de volta perfeita, que atravessam um vale pouco profundo, e correndo paralelas ao muro da cerca 2 arcaturas com 18 e 13 arcos;

### Adução[15]

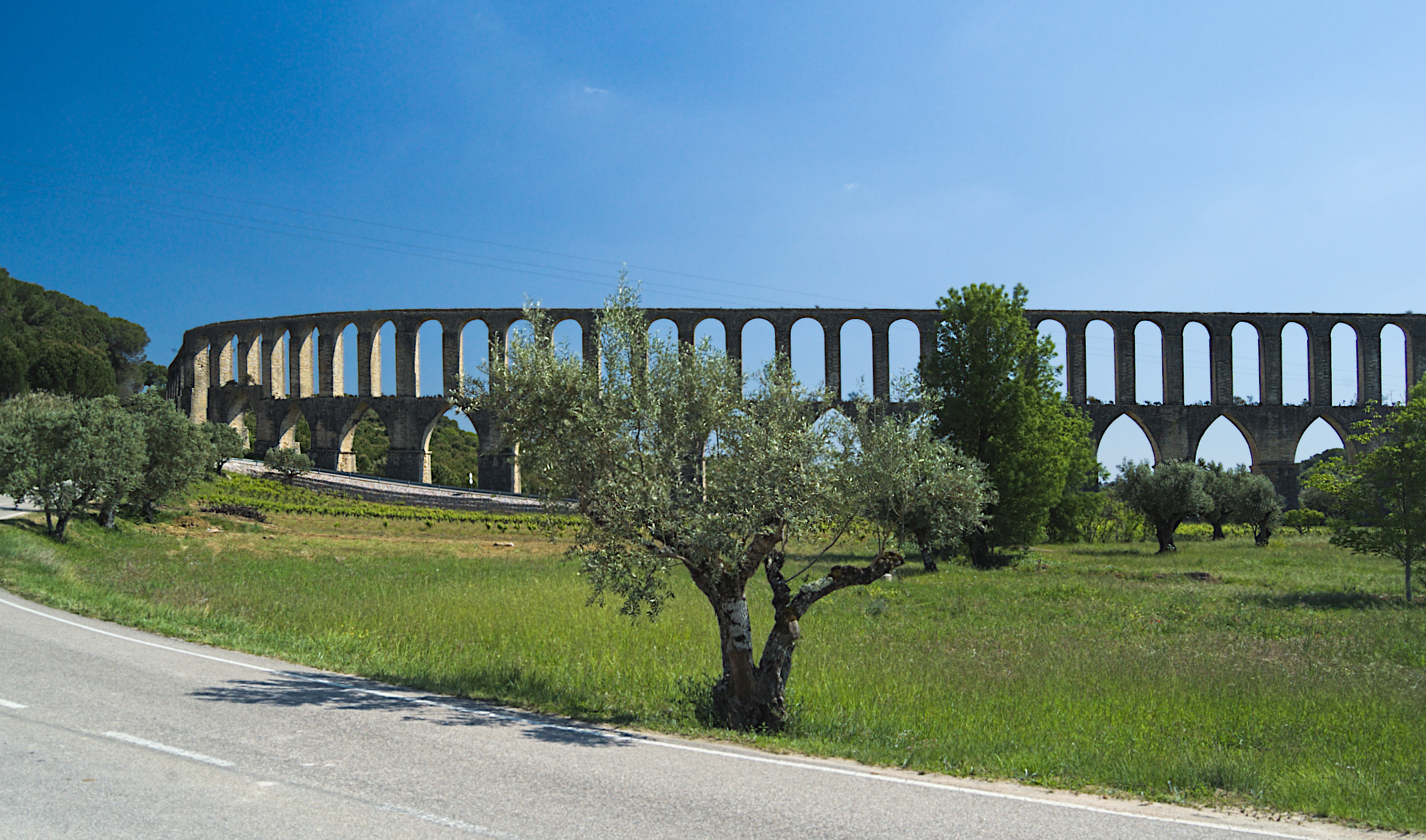
Aqueduto do Convento de Cristo no vale dos Pegões

O transporte da água potável, desde a nascente mais recuada até ao convento, faz-se por gravidade, em caleiras de pedra calcária abertas com secção transversal semicircular, unidas entre si por encaixe macho-fêmea chanfrado, com argamassa de consolidação e impermeabilização.

A volumetria da caleira arquétipo que conduz a água, define-se num prisma rectangular, vazado por uma secção transversal de meia elipse com 0,31 m no eixo maior e 0,17 m no eixo menor, tem 1,74 m de comprimento e a sua largura exterior oscila entre os 0,49 m e 0,57 m, na espessura mede 0,22 m. Esta assenta na base da conduta, galeria ou edifício e apresenta variações de secção ao longo do transporte, de forma crescente, de montante para jusante. É imediatamente após a nascente da Porta de Ferro que o eixo menor da elipse da secção da caleira passa a registar 0,30 m evidenciando o aumento do caudal captado neste manancial.
Troços superficiais

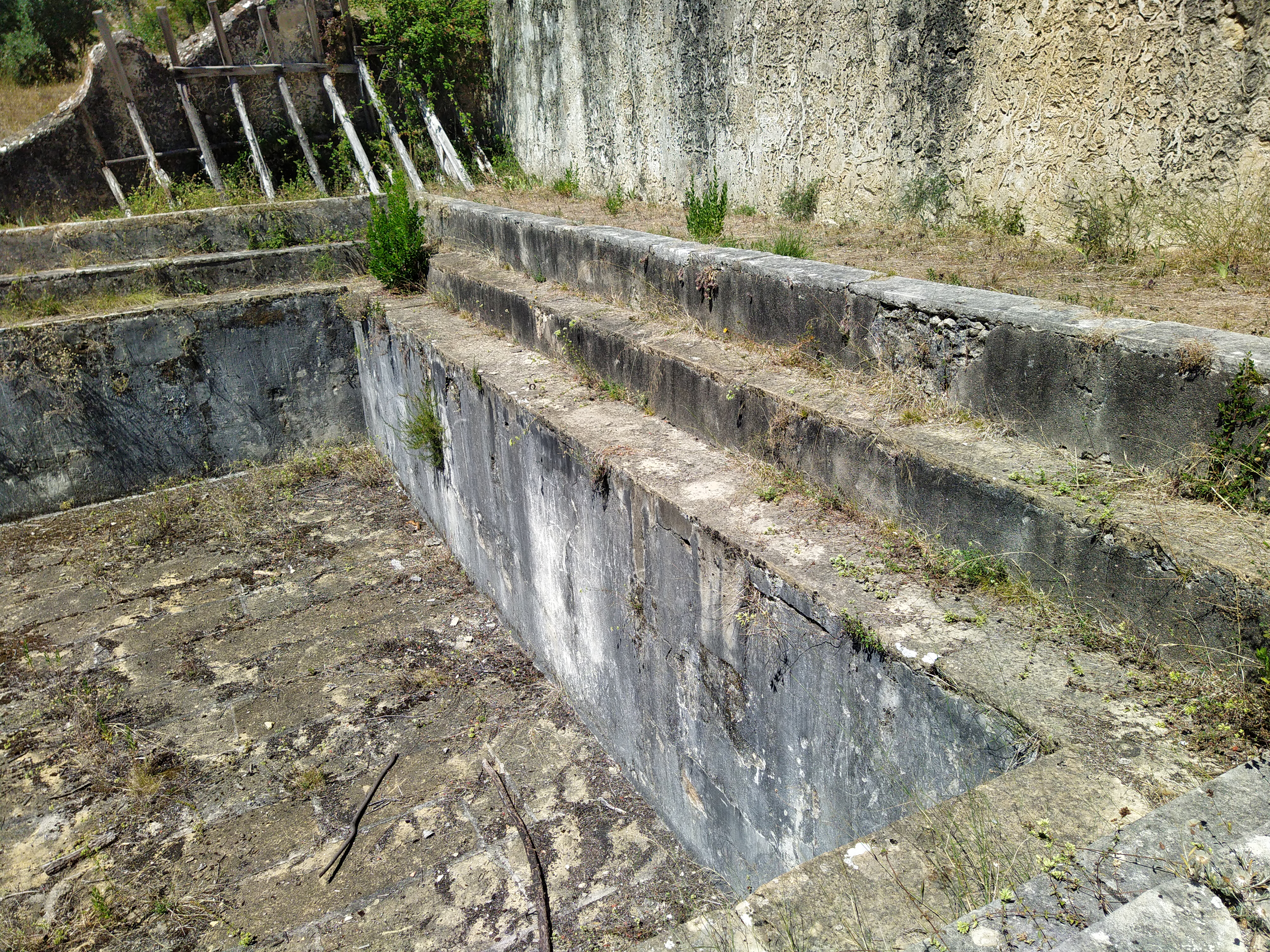
Vista parcial do reservatório de água de distribuição na Cadeira d'El Rei para o Convento e para a Cerca (atual Mata Nacional dos Sete Montes)

Correspondem a 66,3% do conjunto, equivalendo a 4.127,46 m, repartidos por quinze troços de comprimento variado, tendo o seu maior troço 738,74 de extensão e o menor 12,00 m.
Troços aéreos
Correspondem a 25,6% do conjunto, equivalendo a 1.596,88 m, repartidos por onze troços de comprimento variado, tendo o seu maior troço no vale dos Pegões com 612,12 m de extensão e o menor com 40,00 m, junto ao lugar de Casal Ribeiro.
Troços soterrados
Correspondem a 8,1% do conjunto, equivalendo a 506,66 m, repartidos por cinco troços de comprimento variado, tendo o seu maior troço 310,00 m o menor 31,00 m.

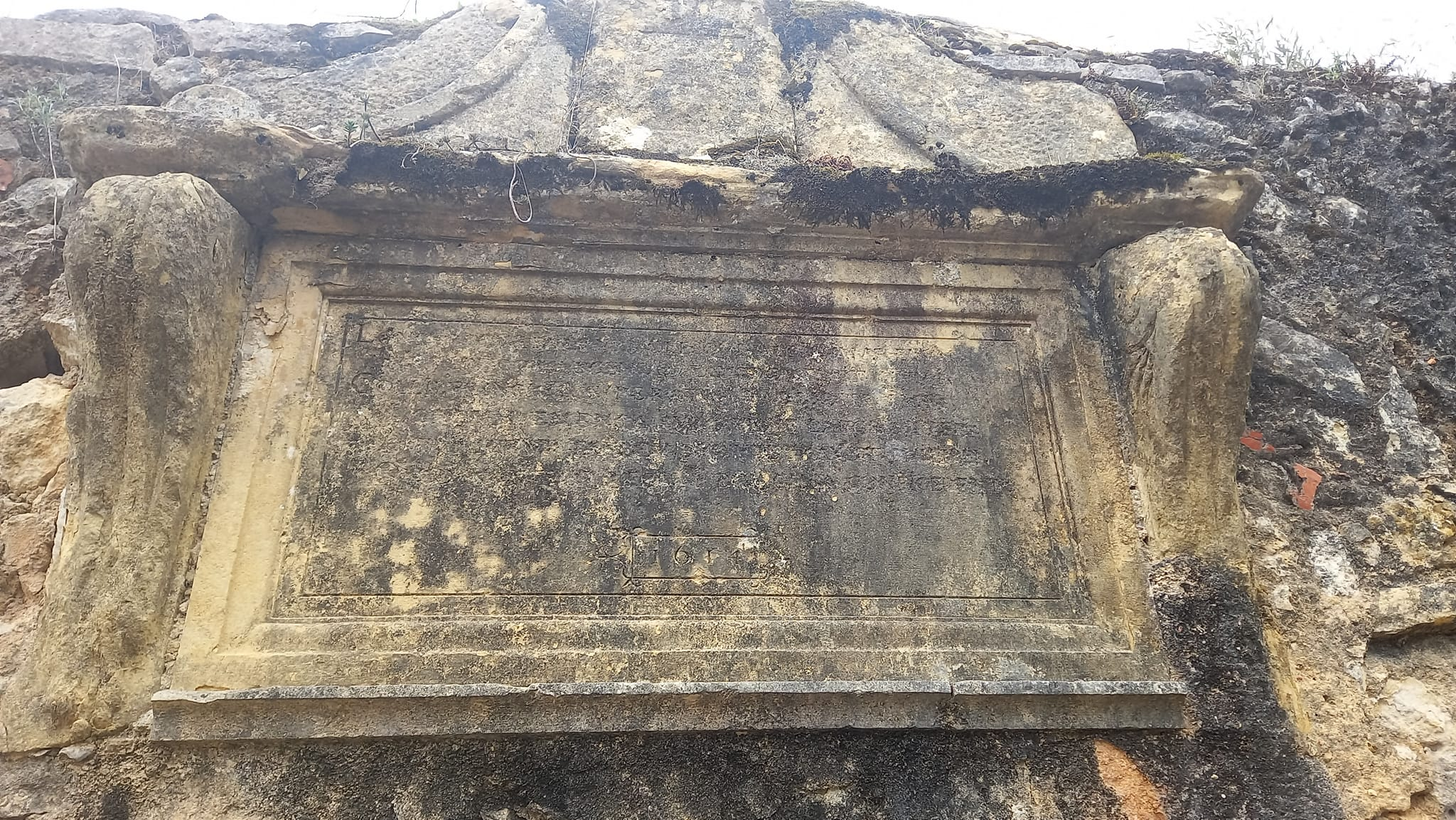
Epígrafe que regista a conclusão do troço do aqueduto do Convento de Cristo desde as nascentes na freguesia de Carregueiros até ao murco da cerca da Mata dos Sete Montes, na Cadeira D'El Rei

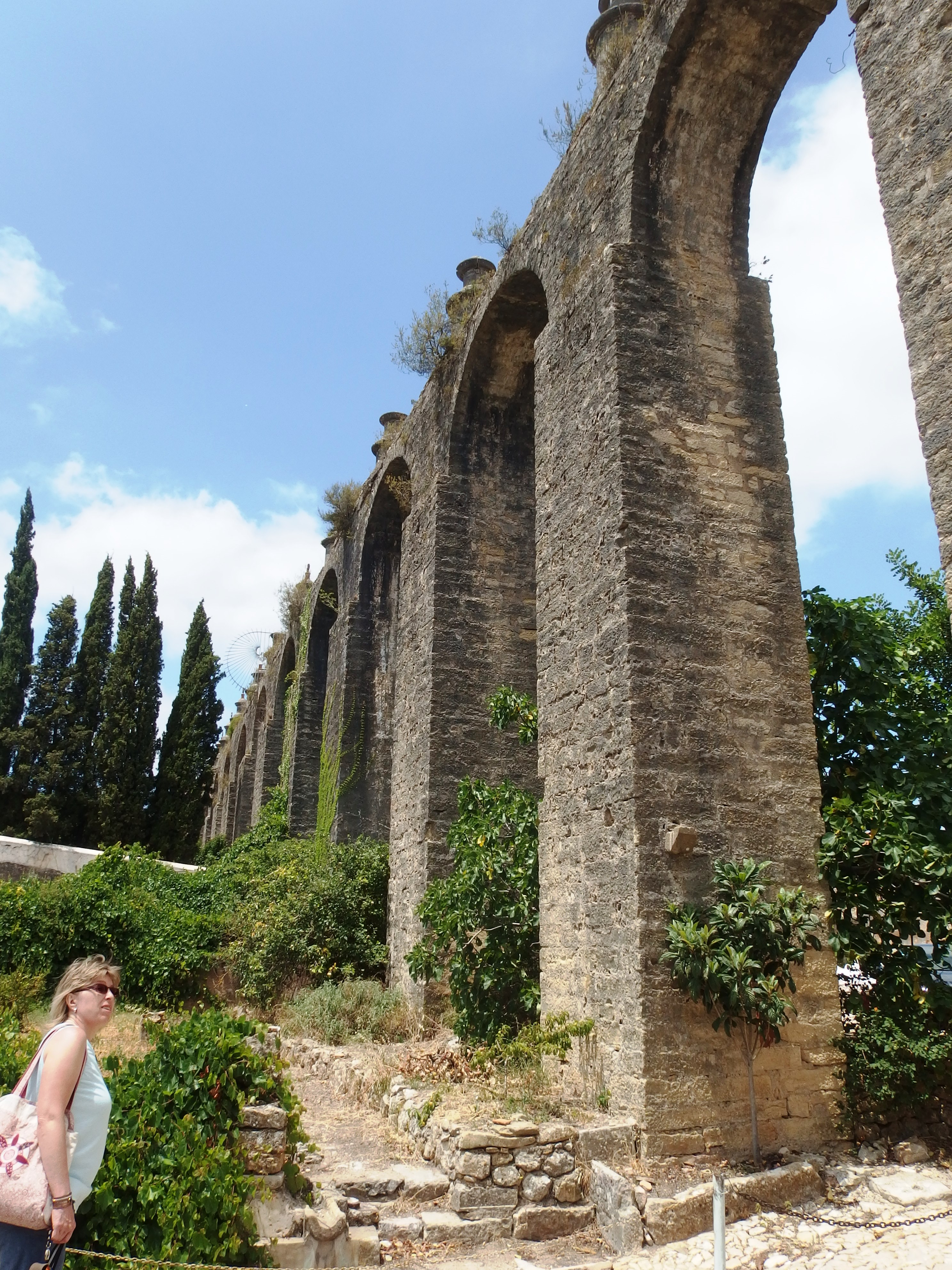
Aqueduto nas proximidades do Convento

### Reservatório da Cadeira d'El Rei e distribuição da água
Atingindo a cerca do convento, o aqueduto ia desembocar num grande tanque de rega, que distribuia a água para a rega da cerca, para o lagar de azeite (atualmente em ruínas) e para o sistema hidráulico do convento. 

Do lado exterior da cerca, onde terá sido uma porta foi colocada numa moldura uma inscrição latina que se reporta à execução da primeira fase da obra: 
"O extenso aqueduto e altíssima mole que há pouco, rasteira, se ergueu por favores de reis, cortando os montes, transpondo fundos vales, não obstante à força de trabalho e dinheiro, em longo percurso aqui conduzida ou antes conduziram os dois Filipes: o que não fizeram os braços de tantos reis. 1614".
Entre a Cadeira d'El Rei e o Convento o traçado desenvolve-se inicialmente em troço superficial e junto ao antigo lagar, correndo paralelas ao muro da cerca 2 arcaturas com 18 e 13 arcos.
Finalmente o aqueduto alcança o edifício do Convento numa cortina de 21 arcos também de volta perfeita, rematados pela cruz de Cristo, em que os últimos estão adossados à fachada sul. 

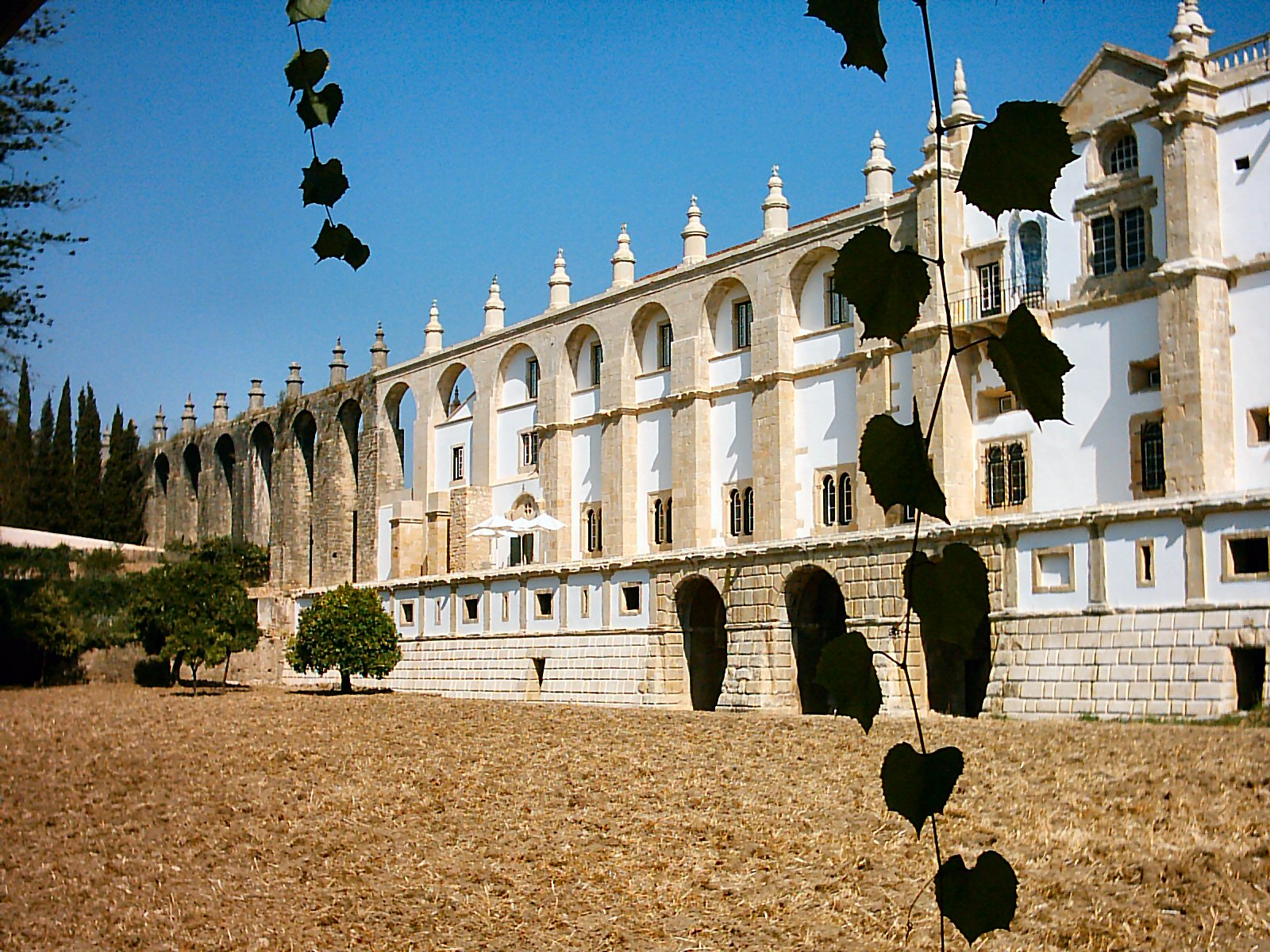
Aqueduto com a arcaria adossada à fachada sul do Convento

## Bibliografia

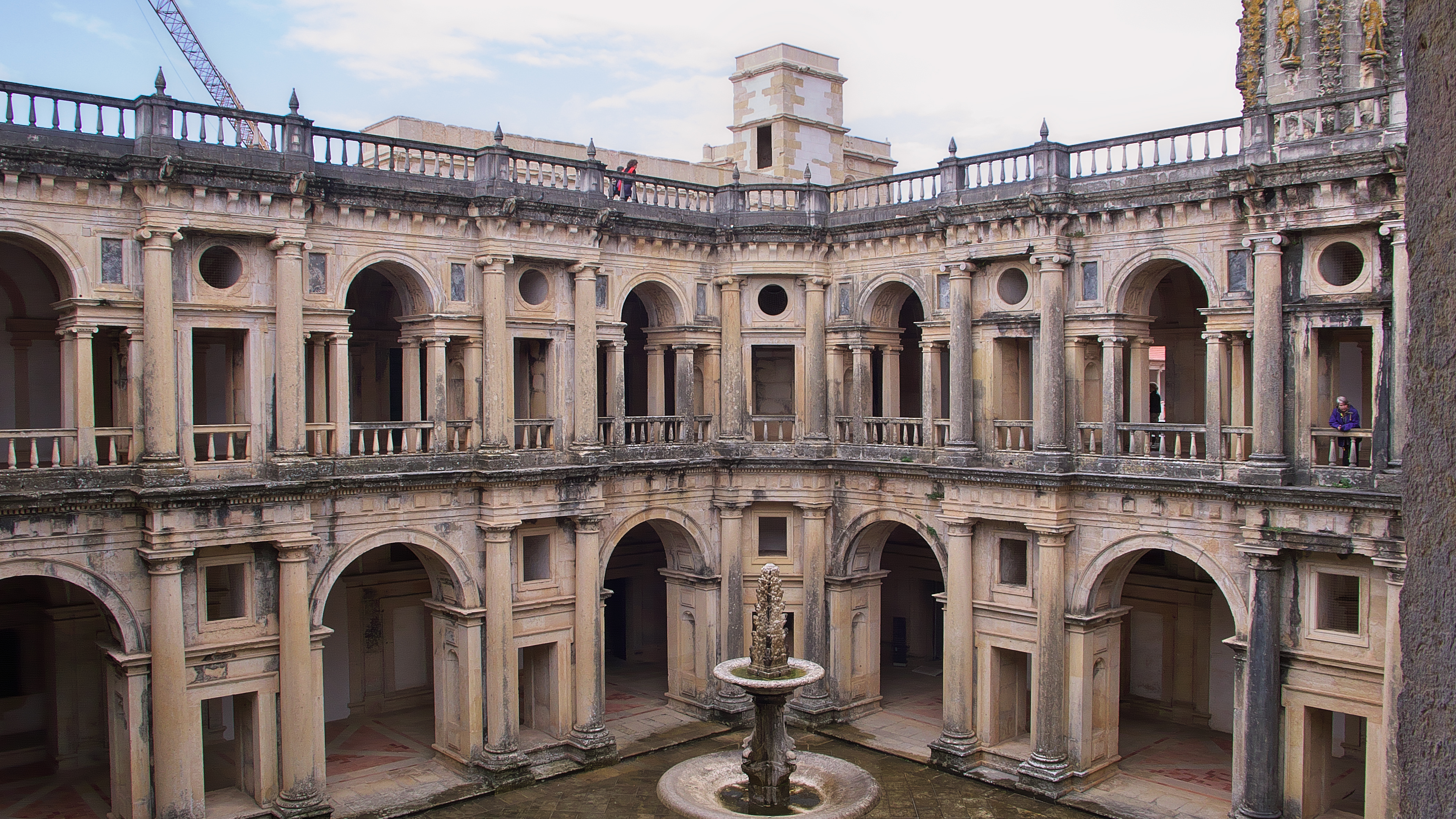
Convento de Cristo - Claustro com fonte monumental